# 黄善洪
黄 善洪（ファン・ソノン、ファン・ソンホン、황선홍、1968年7月14日 - ）は、大韓民国出身の同国代表の元サッカー選手。本貫は平海黄氏。ニックネームはファンセ（황새、コウノトリ）。
ボレーシュート、ヘディングなど浮き球に対するダイレクトシュートに優れ、多くのゴールを挙げた。ポストプレーの技術も高かった  。日本での登録名は「ファン・ソンホン」。

## クラブ経歴
大学卒業後、ドイツ下部リーグでプロキャリアをスタートさせ、1993年にドラフトで完山ピューマ（現・全北現代モータース）に指名されるが、1対5という異例のトレードで浦項製鉄アトムズに入団。
1998年セカンドステージからセレッソ大阪に移籍、第6節の横浜マリノス戦でJリーグ初ゴール。翌1999年は、3月20日、第3節のベルマーレ平塚戦で1999年初ゴール、1stステージ8節のアビスパ福岡戦では後にJリーグ30周年ベストゴールのボレー/オーバーヘッド部門にもノミネートされるゴールを決めた。セカンドステージ9節のヴィッセル神戸戦でハットトリックを決め、またガンバ大阪とのダービーではファーストステージ、セカンドステージ共にゴールを挙げるなど、24ゴールを挙げて得点王のタイトルを獲得している。(同年は11アシストを記録するなど、週刊サッカーマガジン選出の年間ベストイレブンにも選ばれた 。)韓国人選手が得点王に輝いたのはJリーグ史上初であり、2015年終了時点でもJ1、J2、J3を含めてこの時の黄ただ一人である。同年にはＪリーグたらみオールスターサッカー に先発出場し、1ゴールを決めた。
セレッソに在籍した外国籍選手でリーグ戦通算最多得点記録保持者(36試合/30得点)であり、1試合当たりの得点率も1位。
2000年に韓国に復帰したが思うように活躍できず、2000年5月にサーシャ・ドラクリッチとのトレードで、Jリーグ2ndステージ途中より柏レイソルに加入、11月18日の川崎フロンターレ戦での決勝ゴールは移籍後初ゴールとなった。同じ韓国の洪明甫、柳想鐵とプレー。2シーズン半を過ごすが、怪我や韓国代表での活動を優先させたことも影響し、セレッソ時代の様な活躍が出来ず、2002年には負傷でほとんどプレーが出来ず、シーズン途中に契約解除された。その後全南ドラゴンズに移籍したが、怪我が直らず2003年2月に引退した。

## 代表経歴
韓国代表としては洪明甫と共に1990年から2002年まで4大会連続でFIFAワールドカップにメンバー入りした。1988年に開催されたAFCアジアカップの日本戦で韓国代表デビューし初得点をマークした。1990年のイタリアW杯では2試合に出場した。1994年アメリカ大会ではドイツ戦でゴールを決めるが、ボリビア戦では何度か決定機を逃した。1998年フランス大会は試合に出場しなかったが、2002年日韓大会では初戦のポーランド戦で韓国の快進撃をスタートさせる先制ゴールを決めた。1994年のアジア大会、グループリーグのネパール戦では一人で8ゴールを挙げ11-0での勝利に貢献、同大会では日本戦でも2ゴールを挙げるなど、大会得点王を獲得した。
同年11月に行われたブラジル戦をもって洪明甫と共に代表から引退したが、それにつれ現役からも引退した。

### 指導者経歴
引退後は指導者の道へ進み、2007年からは釜山アイパークの監督に就任。
2011年からはかつて在籍した浦項スティーラースの監督を務めた。2012年の韓国FAカップ優勝が監督として初タイトルとなった。
2013年は初のリーグ戦優勝を達成。2015年シーズン終了後退任。
2016年、FCソウルの監督に就任しKリーグクラシックの優勝を果たしたが、2018年4月成績不振で辞任。
2018年10月、中国甲級の朝鮮人系クラブである延辺富徳足球倶楽部の監督に就任するが、シーズン開始を待たずにクラブが税金未納などで破綻。公式戦では１試合も指揮することはなく、シーズン前の韓国キャンプでのみの指導に終わった。
2021年からU-23韓国代表の監督に就任。また、2024年3月に行われた 2026年北中米W杯アジア2次予選のタイ戦を代行監督として指揮した。2024年パリ五輪出場権を懸けたAFC U23アジアカップ2024では準々決勝でインドネシアにPK戦の末敗戦。40年ぶりに五輪の出場を逃した。これを受け、U23韓国代表監督を解任された。
2024年6月3日、大田ハナシチズンの監督に再び就任（第15代監督）。

## 所属クラブ
ユース経歴
- 龍文中学校
- 龍文高等学校
- 建国大学校

プロ経歴
- 1991年  バイエル・レバークーゼン・アマチュア
- 1992年-1993年   ヴッパーターラーSVボルシア
- 1993年-1998年  浦項製鉄アトムズ/浦項アトムズ/浦項スティーラース
- 1998年-1999年  セレッソ大阪
- 2000年  水原三星ブルーウィングス
- 2000年5月-2002年  柏レイソル
- 2002年-2003年2月  全南ドラゴンズ

## 個人成績
| 国内大会個人成績 | 国内大会個人成績   | 国内大会個人成績 | 国内大会個人成績 | 国内大会個人成績 | 国内大会個人成績 | 国内大会個人成績 | 国内大会個人成績 | 国内大会個人成績 | 国内大会個人成績 | 国内大会個人成績 | 国内大会個人成績 |
| 年度             | クラブ             | 背番号           | リーグ           | リーグ戦         | リーグ戦         | リーグ杯         | リーグ杯         | オープン杯       | オープン杯       | 期間通算         | 期間通算         |
| 年度             | クラブ             | 背番号           | リーグ           | 出場             | 得点             | 出場             | 得点             | 出場             | 得点             | 出場             | 得点             |
| 韓国             | 韓国               | 韓国             | 韓国             | リーグ戦         | リーグ戦         | リーグ杯         | リーグ杯         | FA杯             | FA杯             | 期間通算         | 期間通算         |
| ---------------- | ------------------ | ---------------- | ---------------- | ---------------- | ---------------- | ---------------- | ---------------- | ---------------- | ---------------- | ---------------- | ---------------- |
| 1991-92          | レバークーゼン     |                  | ブンデス         | 0                | 0                | -                | -                | -                | -                | 0                | 0                |
| 1992-93          | ヴッパーターラーSV |                  | 2. ブンデス      | 9                | 3                | -                | -                | -                | -                | 9                | 3                |
| 韓国             | 韓国               | 韓国             | 韓国             | リーグ戦         | リーグ戦         | リーグ杯         | リーグ杯         | FA杯             | FA杯             | 期間通算         | 期間通算         |
| 1993             | 浦項               |                  | K                | 0                | 0                | 1                | 0                | 0                | 0                | 1                | 0                |
| 1994             | 浦項               |                  | K                | 14               | 5                | 0                | 0                | 0                | 0                | 14               | 5                |
| 1995             | 浦項               |                  | K                | 24               | 11               | 2                | 0                | 0                | 0                | 26               | 11               |
| 1996             | 浦項               |                  | K                | 13               | 10               | 0                | 0                | 5                | 3                | 18               | 13               |
| 1997             | 浦項               |                  | K                | 0                | 0                | 1                | 0                | 1                | 0                | 2                | 0                |
| 1998             | 浦項               |                  | K                | 1                | 0                | 2                | 2                | 0                | 0                | 3                | 2                |
| 日本             | 日本               | 日本             | 日本             | リーグ戦         | リーグ戦         | リーグ杯         | リーグ杯         | 天皇杯           | 天皇杯           | 期間通算         | 期間通算         |
| 1998             | C大阪              | 35               | J                | 11               | 6                | -                | -                | 0                | 0                | 11               | 6                |
| 1999             | C大阪              | 18               | J1               | 25               | 24               | 2                | 3                | 0                | 0                | 27               | 27               |
| 韓国             | 韓国               | 韓国             | 韓国             | リーグ戦         | リーグ戦         | リーグ杯         | リーグ杯         | FA杯             | FA杯             | 期間通算         | 期間通算         |
| 2000             | 水原               |                  | K                | 0                | 0                | 1                | 0                | 0                | 0                | 1                | 0                |
| 日本             | 日本               | 日本             | 日本             | リーグ戦         | リーグ戦         | リーグ杯         | リーグ杯         | 天皇杯           | 天皇杯           | 期間通算         | 期間通算         |
| 2000             | 柏                 | 31               | J1               | 6                | 1                | 1                | 0                | 0                | 0                | 7                | 1                |
| 2001             | 柏                 | 18               | J1               | 21               | 10               | 4                | 0                | 0                | 0                | 25               | 10               |
| 2002             | 柏                 | 18               | J1               | 7                | 1                | 0                | 0                | -                | -                | 7                | 1                |
| 韓国             | 韓国               | 韓国             | 韓国             | リーグ戦         | リーグ戦         | リーグ杯         | リーグ杯         | FA杯             | FA杯             | 期間通算         | 期間通算         |
| 2002             | 全南               |                  | K                | 0                | 0                | 0                | 0                | 0                | 0                | 0                | 0                |
| 通算             | ドイツ             | ドイツ           | ブンデス         | 0                | 0                | 0                | 0                | 0                | 0                | 0                | 0                |
| 通算             | ドイツ             | ドイツ           | 2. ブンデス      | 9                | 3                | 0                | 0                | 0                | 0                | 9                | 3                |
| 通算             | 韓国               | 韓国             | K                | 52               | 26               | 12               | 5                | 1                | 0                | 65               | 31               |
| 通算             | 日本               | 日本             | J1               | 70               | 42               | 7                | 3                | 0                | 0                | 77               | 45               |
| 総通算           | 総通算             | 総通算           | 総通算           | 131              | 71               | 19               | 8                | 1                | 0                | 151              | 79               |

## 代表歴

### 出場大会
- 韓国代表
  - 1988年 AFCアジアカップ
  - 1990年 FIFAワールドカップ (グループリーグ敗退)
  - 1994年 FIFAワールドカップ (グループリーグ敗退)
  - 1998年 FIFAワールドカップ (グループリーグ敗退)
  - 2002年 FIFAワールドカップ (4位)

### 試合数
- 国際Aマッチ 104試合 50得点（1988年-2002年）[18]

| 韓国代表 | 国際Aマッチ | 国際Aマッチ |
| 年       | 出場        | 得点        |
| -------- | ----------- | ----------- |
| 1988     | 7           | 3           |
| 1989     | 11          | 8           |
| 1990     | 17          | 5           |
| 1991     | 0           | 0           |
| 1992     | 0           | 0           |
| 1993     | 6           | 1           |
| 1994     | 17          | 16          |
| 1995     | 3           | 1           |
| 1996     | 10          | 8           |
| 1997     | 0           | 0           |
| 1998     | 8           | 3           |
| 1999     | 5           | 0           |
| 2000     | 2           | 0           |
| 2001     | 7           | 2           |
| 2002     | 11          | 3           |
| 通算     | 104         | 50          |

## タイトル
- アジア大会　1990　3位
- Jリーグ得点王　1999
- Jリーグベストイレブン　1999
- 広島アジア大会得点王 (11ゴール) 1994

## 指導歴
- 2003年 - 2006年  全南ドラゴンズ：コーチ
- 2007年 - 2010年  釜山アイパーク：監督
- 2011年 - 2015年  浦項スティーラース：監督
- 2016年 - 2018年4月  FCソウル：監督
- 2018年10月 - 2019年2月  延辺富徳足球倶楽部：監督
- 2020年  大田ハナシチズン：監督
- 2021年 - 2024年  U-23韓国代表：監督
- 2024年6月 -  大田ハナシチズン：監督